# Erich-Becker-Stiftung

Logo der Erich-Becker-Stiftung

Die Erich-Becker-Stiftung war bis zu ihrer Auflösung zum 31. März 2016 eine deutsche Stiftung mit Sitz in Frankfurt am Main. Zweck der Stiftung war die Förderung von Wissenschaft und Forschung. Der Stiftungszweck wurde insbesondere verwirklicht durch die Förderung wissenschaftlicher Arbeiten auf dem Gebiet des Luftverkehrs, der Logistik und Mobilität durch Vergabe von Stipendien. Sie war nach Erich Becker (1920–2003) benannt, der 1972–1988 Vorstandsvorsitzender der Fraport war.

## Der Stiftungszweck
Stipendien wurden an Einzelpersonen vergeben, die an Hochschulen des In- und Auslandes luftverkehrsbezogene Themen im Rahmen von
- Diplom- oder ähnlichen wissenschaftlichen Arbeiten (Master-Thesis),
- Dissertationen,
- Habilitationsschriften

bearbeiteten oder ein solches Vorhaben planten.
Stipendien für Diplom- oder ähnliche wissenschaftliche Arbeiten konnten bis zur Höchstgrenze von 3.000 € bewilligt werden. Dissertationen konnten mit bis zu 15.000 €, Habilitationsschriften mit bis zu 18.000 € gefördert werden.
Für Stipendien standen jährlich Mittel in Höhe von ca. 100.000 € aus den Erträgen des Stiftungsvermögens zur Verfügung.

## Historie der Stiftung
Die Flughafen Frankfurt Main AG – die heutige Fraport AG – rief hat im Jahr 1986 anlässlich des 50-jährigen Flughafenjubiläums auf Initiative ihres damaligen Vorstandsvorsitzenden, Erich Becker, die Flughafen Frankfurt Main Stiftung ins Leben und stattete sie mit einem Vermögen von 3 Mio. DM aus. Um dem Initiator der Stiftung, der 2003 verstarb, Dank und Anerkennung für seine zukunftsweisende Entscheidung auszudrücken und um seine Verdienste nachhaltig zu würdigen, trug die Stiftung seit 2004 den Namen "Erich-Becker-Stiftung – Eine Stiftung der Fraport AG zur Förderung von Wissenschaft und Forschung".
Seit Aufnahme der Förderaktivitäten im Jahr 1988 bis zu ihrer Auflösung 2016 wurden von der Stiftung für die Förderung von Wissenschaft und Forschung auf dem Gebiet Luftverkehr einschließlich Mobilität und Logistik bei einem Kapital von 1,53 Mio. € Mittel in Höhe von insgesamt 2,87 Mio. € bewilligt und 2,77 Mio. € ausgezahlt (Stand 2014). Damit erreichte die Stiftung mit ihren Förderaktivitäten mehr als 130 in- und ausländische Hochschulen.
Die von der Stiftung bis zu ihrer Auflösung geförderten wissenschaftlichen Arbeiten:
- 233 Dissertationen,
- 765 Diplom- oder ähnlichen Arbeiten und
- 93 sonstige Projekte, darunter 12 Habilitationen.

Die Erich-Becker-Stiftung war Unterzeichnerin der Initiative Transparente Zivilgesellschaft.